# Udaijin
El Udaijin (右 大臣), traduït com Ministeri de la Dreta, va ser una posició governamental al Japó a finals de l'era Nara i Heian. Va ser creada el 702 com a part del Daijō-kan (Departament d'Estat) pel Codi Taiho.
El udaijin va ser el Ministre Inferior d'Estat, està sobre les altres branques del Departament d'Estat com assistent del Sadaijin (Ministre de l'Esquerra).
El lloc d'udaijin juntament amb la resta de l'estructura del Daijō-kan va perdre gradualment el poder en els segles x i xi, quan el clan Fujiwara va començar a dominar la política japonesa. El sistema no tenia cap poder al segle xii, quan el clan Minamoto es va apoderar de la classe aristocràtica, però va ser desmantellat durant la restauració Meiji.

## Llista d'udaijin
1. Soga no Kuranoyamadanoishikawanomaro (645 - 649)
2. Ōtomo no Nagatoko (649 - 651)
3. Soga no Murajiko (651 - 664)
4. Nakatomi no Kane (671 - 672)
5. ?? (701 - 703)
6. Isonokami no Maro (704 - 708)
7. Fujiwara no Fuhito (708 - 720)
8. Nagaya (721 - 724)
9. Fujiwara no Muchimaro (735 - 737)
10. Tachibana no Moroe (738 - 743)
11. Fujiwara no Toyonari (749 - 757, 764 - 765)
12. Fujiwara no Nagate (766)
13. Kibi no Makibi (766 - 771)
14. Ōnaktomi no Kiyomaro (771 - 781)
15. Fujiwara no Tamaro (782 - 783)
16. Fujiwara no Korekimi (783 - 789)
17. Fujiwara no Tsugutada (790 - 796)
18. Príncipe Kami (798 - 806)
19. Fujiwara no Uchimaro (806 - 812)
20. Fujiwara no Sonohito (813 - 818)
21. Fujiwara no Fuyutsugu (821 - 825)
22. Fujiwara no Otsugu (825 - 832)
23. Kiyohara no Natsuno (832 - 837)
24. Fujiwara no San?? (838 - 840)
25. Minamoto no Tokiwa (840 - 844)
26. Tachibana no Ujikimi (844 - 847)
27. Fujiwara no Yoshifusa (848 - 857)
28. Fujiwara no Yoshimi (857 - 867)
29. Fujiwara no Ujimune (870 - 872)
30. Fujiwara no Mototsune (872 - 880)
31. Minamoto no Masaru (882 - 888)
32. Fujiwara no Yoshi?? (891 - 896)
33. Minamoto no Yoshiari (896 - 897)
34. Sugwara no Michizane (899 - 901)
35. Minamoto no Hikaru (901 - 913)
36. Fujiwara no Tadahira (914 - 924)
37. Fujiwara no Sadakata (924 - 932)
38. Fujiwara no Nakahira (933 - 937)
39. Fujiwara no ?? (937 - 938)
40. Fujiwara no Saneyori (944 - 947)
41. Fujiwara no Morosuke (947 - 960)
42. Fujiwara no Akitada (960 - 965)
43. Minamoto no Takaakira (966 - 967)
44. Fujiwara no Morotada (967 - 969)
45. Fujiwara no ?? (969 - 970)
46. Fujiwara no Koretada (970 - 971)
47. Fujiwara no Yoritada (971 - 977)
48. Minamoto no Masanobu (977 - 978)
49. Fujiwara no Kaneie (978 - 986)
50. Fujiwara no Tamemitsu (986 - 991)
51. Minamoto no ?? (991 - 994)
52. Fujiwara no Michikane (994 - 995)
53. Fujiwara no Michinaga (995 - 996)
54. Fujiwara no Akimitsu (996 - 1017)
55. Fujiwara no Kinsue (1017 - 1021)
56. Fujiwara no Sanesuke (1021 - 1046)
57. Fujiwara no Norimichi (1047 - 1061)
58. Fujiwara no Yorimune (1061 - 1066)
59. Fujiwara no Morozane (1066 - 1069)
60. Minamoto no Morofusa (1069 - 1077)
61. Fujiwara no Toshiie (1080 - 1082)
62. Minamoto no Toshifusa (1082)
63. Minamoto no Akifusa (1083 - 1094)
64. Fujiwara no Tadazane (1100 - 1112)
65. Minamoto no Tasazane (1115 - 1122)
66. Minamoto no Masasada (1150 - 1154)
67. Konoe Motozane (1157 - 1160)
68. Kujō Kanezane (1166 - 1189)
69. Konoe Iezane (1199 - 1204)
70. Minamoto no Sanetomo (1218 - 1219)
71. Kujō Norizane (1227 - 1231)
72. ?? (1258 - 1261)
73. Tōin Kinkata (1335 - 1337)
74. Nijō Yoshimoto (1343 - 1381)
75. Tokudaiji ?? (1418 - 1419)
76. Saionji ?? (1420)
77. Takatsukasa ?? (1438 - 1446)
78. Tōin ?? (1454 - 1455)
79. ?? (1521 - 1523)
80. Sanjō Kinyori (1543 - 1546)
81. Ichijō ?? (1547 - 1553)
82. Konoe Sakihisa (1553 - 1554)
83. Kujō ?? (1574 - 1576)
84. Ichijō ?? (1576 - 1577)
85. Oda Nobunaga (1577 - 1578)
86. Nijō Akizane (1579 - 1584)
87. Kikutei Harusue (1585 - 1595, 1598 - 1603)
88. Tokugawa Ieyasu (1603)
89. Toyotomi Hideyori (1605 - 1607)
90. Konoe Nobuhiro (1615 - 1620)
91. Saionji ?? (1620 - 1621)
92. Konoe Motohiro (1671 - 1677)
93. Takatsukasa Kanehiro (1683 - 1690)
94. Konoe Iehiro (1693 - 1704)
95. Kujō ?? (1704 - 1708)
96. Tokugawa Iemochi (1864 - 1866)